# Burgos
Burgos je město ve Španělsku, hlavní město stejnojmenné provincie. Nachází se na severovýchodě autonomního společenství Kastilie a León na řece Arlanzón (povodí Duera). Žije zde přibližně 177 tisíc obyvatel.
Je známý pro svou katedrálu a další památky a dodnes je považován za konzervativní baštu. Během občanské války v letech 1936–1939 byl sídlem frankistické vlády. V Burgosu sídlí:
- Nejvyšší soud Kastilie a Leónu,
- Jazykový institut Kastilie a Leónu (v Palacio de la Isla).

## Symboly a tituly
Ve svém znaku se honosí tituly Caput Castellae (Hlavní město Kastilie), Camera regia (Královská komora), Prima voce et fide (První hlas a věrnost). Na vlajce jsou dva svislé pruhy stejné šířky, horní červený a spodní hnědý, se znakem města uprostřed vlajky. Také existuje Hymna Burgos.
V roce 1961 udělil Franco Burgosu titul Hlavní město křížové výpravy (Capital de la Cruzada), kterým se honosilo až do roku 2008, kdy městská rada titul zrušila.

## Historie
Existují důkazy lidského osídlení v mladší době kamenné (4500 př. n. l.) a ve starší době železné (850 př. n. l.) na pahorku cerro del Castillo, který dominuje městu. Město Burgos jako takové však bylo založeno kastilským hrabětem Diegem Rodríguezem Porcelosem roku 884. Alfons III., král Leónu, snažící se čelit postupu Arabů, nařídil hraběti Diegovi, aby založil vojenskou pevnost (španělsky burgo) na břehu řeky Arlanzón. Původní funkce města byla tedy čistě vojenská.
Burgos byl osídlen na příkaz krále a byl podřízeno přímo králům Leónu. Po jeho osamostatnění od Leónu kolem roku 930, na kterém se významně podílel Fernán González, se Burgos stal hlavním městem kastilského hrabství. Od roku 1073 až do pádu Granady (1492) byl hlavním městem království Kastilie a Leónu. Po roce 1492 se hlavním městem království stal Valladolid, město, kde se Katolická Veličenstva vzala. Kvůli starým sporům mezi Burgosem, Leónem a Valladolidem nemá Kastilie a León žádné oficiální hlavní město; existuje však zákon, který Burgos stanovuje sídlem soudnictví Kastilie a Leónu.
Za pomoc králi v boji proti povstalcům v Kastilii udělil Karel V. městu titul Prima voce et fide, a tím rozřešil spor mezi toledskými a burgoskými poslanci. Podle tohoto titulu mělo Burgos právo mluvit jako první ve španělském parlamentu.
Burgos byl a je významnou zastávkou na Cestě svatého Jakuba, proto poutníci, kupci a obchodníci tvořili podstatnou část života města. Dá se říci, že Burgos byl již od svého založení rušným a živým městem.
Jeho dobré umístění přitáhlo do města již v počátcích velký počet lidí. Díky tomu se zvýšila obchodní důležitost města a za krátkou dobu se Burgos stal významným městem oblasti.
Ve španělské občanské válce byl Burgos jedním z hlavních středisek nacionalistů. Sídlila zde i první Frankova vláda.

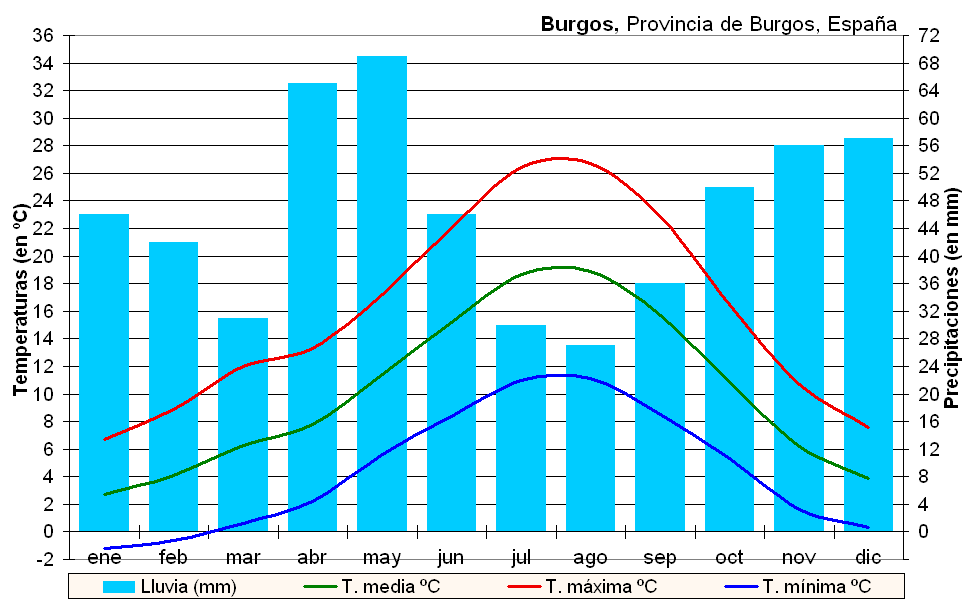
Klimagram Burgos (Villafría)

## Podnebí
Burgos má mírné oceánské podnebí, se sklonem ke kontinentálnímu. Nejdeštivější roční období je jaro, léto je mírné a není tak vlhké jako ve středomořském Španělsku. Zimy jsou chladné s minimálními teplotami dosahujícími až -10 °C. Sníh padá obvykle dva nebo tři týdny za sezónu.

## Doprava
Burgos leží na hlavní silniční i dálniční spojnici mezi Madridem a Baskickem (Francií). Vedle částečně vysokorychlostní trati vede do Madridu také málo využívaná trať přes Arandu de Duero.

V roce 2008 bylo s otevřením nového úseku AVE opuštěno zdejší nádraží, které leželo v pěším dosahu centra a katedrály, a zřízeno bylo nové, nazvané podle sv. Růženy Limské (Rosa de Lima), poblíž průmyslové zóny Gamonal, vzdálené od centra 5 km.

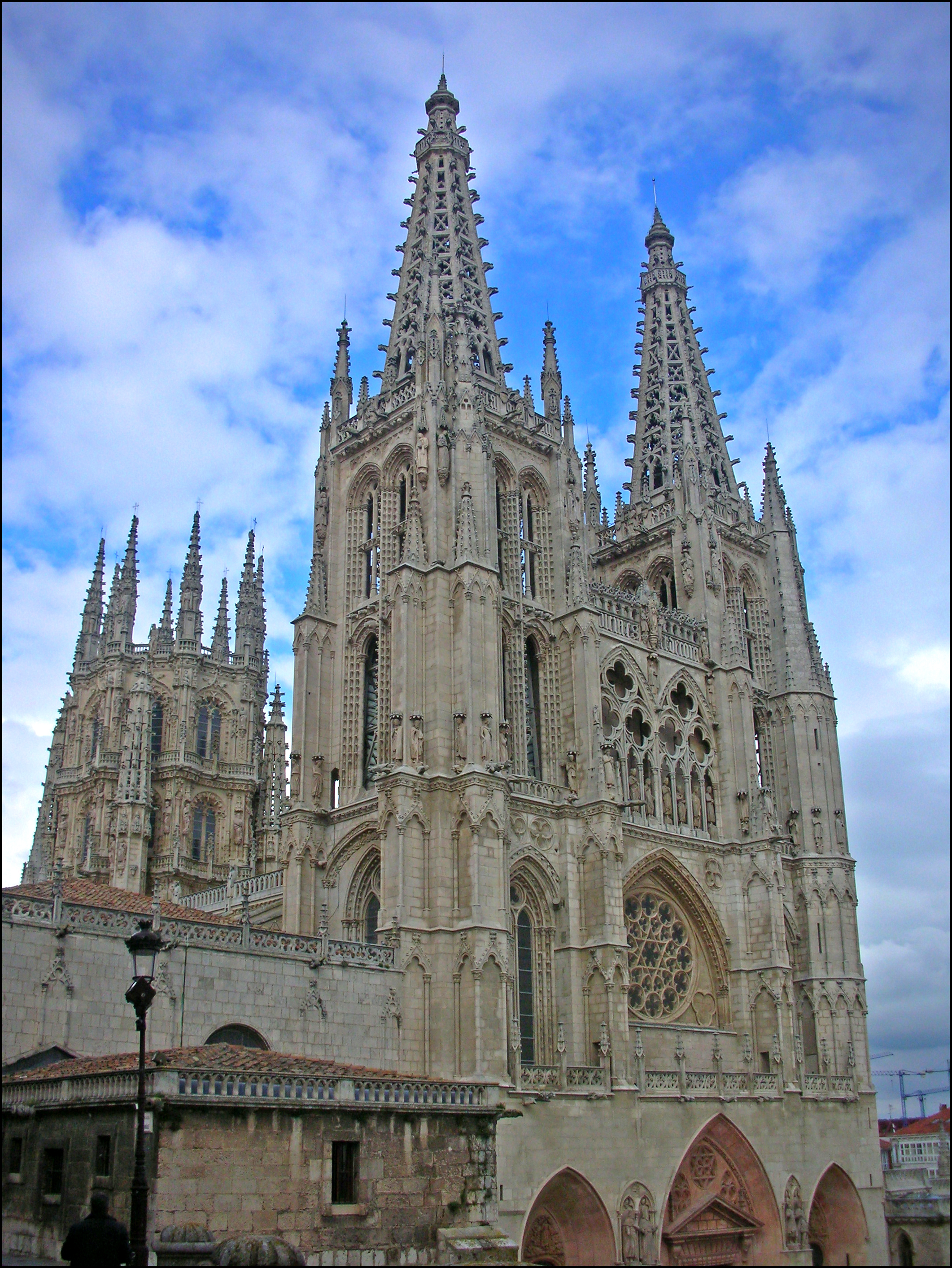
Santa Iglesia Catedral Basílica Metropolitana de Santa María de Burgos, místní katedrála

## Demografie

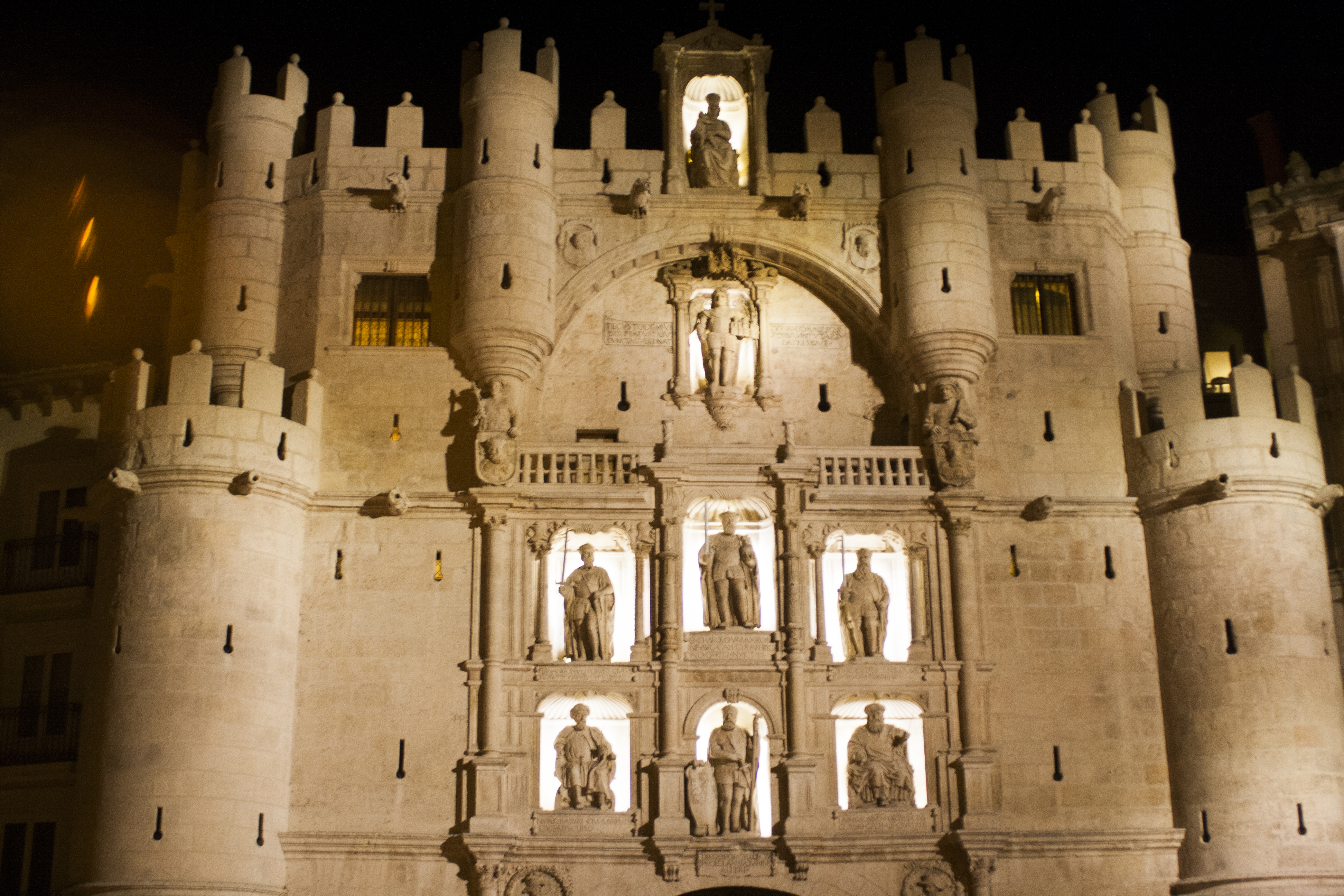
El Arco de Santa María, Burgos

| 1981    | 1987    | 1991    | 1995    | 1999    | 2003    | 2006    | 2007    |
| ------- | ------- | ------- | ------- | ------- | ------- | ------- | ------- |
| 156 449 | 158 331 | 163 507 | 166 251 | 161 984 | 167 962 | 173 676 | 174 075 |

## Památky
Burgos je bohatý na starobylé kostely a kláštery. Nejvýznamnějšími třemi jsou katedrála s kaplí Condestables de Castilla, klášter Las Huelgas a kartuziánský klášter Miraflores. Mezi méně významné, ale stále zajímavé kostely patří San Esteban, San Gil (Sancti Aegidii), San Pedro, San Cosme y San Damián, Santiago (Sancti Jacobi), San Lorenzo a San Lesmes (Adelelmi). Klášter Convento de la Merced, který obývají jezuité, a nemocnice Hospital del Rey jsou také historicky a architektonicky zajímavé.
Mezi další zajímavé architektonické památky patří městské hradby, brána Santa María, postavená při příležitosti prvního vjezdu císaře Karla V. do města, a oblouk Fernána Gonzáleze.

### Kartuziánský klášter Miraflores
Kartuziánský klášter Miraflores (Cartuja de Miraflores) se nachází asi čtyři kilometry od historického centra města. Mezi poklady kláštera patří dřevěná socha sv. Bruna, dřevěné chórové lavice v kostele a hrobky krále Jana II. a jeho manželky královny Isabely Portugalské, vyrobené z mramoru a s ležícími sochami vytesanými z alabastru. Na horním vlysu jsou sochy andělů v miniatuře. Během španělské války za nezávislost (1814) toto dílo poškodili francouzští vojáci, kteří odřízli některé hlavy a odvezli je do Francie. V klášteře jsou pohřbeny také dcery krále Jana II. z jeho prvního manželství, dědičky, princezny Kateřina a Eleonora Asturská.

### Hrad
Středověká obranná pevnost postavená v období reconquisty se nachází na kopci 75 metrů nad městem. Kastilští králové ji využívali jako ubytování a místo pro oslavy, později se stala dělostřeleckou pevností a poté továrnou na zbraně. Po jejím zničení Francouzi během války za nezávislost v roce 1813 zde zůstalo stát jen málo budov. Z hradu je možné vidět fantastický výhled na město.

## Osobnosti
- El Cid (1040–1099), rytíř a bojovník proti Arabům
- Svatý Dominik (asi 1170–1221), kazatel
- Francisco de Vitoria (kolem 1483–1546), renesanční římskokatolický filosof, teolog a právník
- Diego Luis de San Vitores (1627–1672), jezuitský misionář
- Enrique Flórez (1702–1773), augustiánský duchovní
- Diego Arias de Miranda (1845–1929), politik
- Cirilo Beltrán (1888–1934), světec
- Modesto Ciruelos (1908–2002), malíř, představitel expresionismu
- Jesús Carazo (* 1944), spisovatel a dramaturg
- Juan Carlos Higuero (* 1978), atlet
- Juan Manuel Mata (* 1988), fotbalista

## Partnerská města
- Bruggy, Belgie
- Loudun, Francie
- Pessac, Francie
- San Juan de los Lagos, Mexiko
- Valencie, Španělsko
- Vicenza, Itálie